# Puerto Rico Open 1972 - Doppio
Il doppio del torneo di tennis Puerto Rico Open 1972, facente parte del Virginia Slims Circuit 1972, ha avuto come vincitrici Rosie Casals e Billie Jean King che hanno battuto in finale Judy Tegart Dalton e Karen Krantzcke con il punteggio di 6–2, 6–3.

## Tabellone

### Legenda
| - Q = Qualificato - WC = Wild card - LL = Lucky loser | - ALT = Alternate - SE = Special Exempt - PR = Protected Ranking | - w/o = Walkover - r = Ritirato - d = Squalificato |

|  | Quarti di finale                | Quarti di finale                | Quarti di finale                | Quarti di finale             | Quarti di finale |  |  | Semifinali                      | Semifinali                      | Semifinali                      | Semifinali                      | Semifinali                      |   |   | Finale                        | Finale                        | Finale                        | Finale | Finale |  |
|  |                                 |                                 |                                 |                              |                  |  |  |                                 |                                 |                                 |                                 |                                 |   |   |                               |                               |                               |        |        |  |
|  | Rosie Casals Billie Jean King   | Rosie Casals Billie Jean King   | Rosie Casals Billie Jean King   | 6                            | 6                |  |  |                                 |                                 |                                 |                                 |                                 |   |   |                               |                               |                               |        |        |  |
|  | Marcie Louie Janet Newberry     | Marcie Louie Janet Newberry     | Marcie Louie Janet Newberry     | 0                            | 0                |  |  | Rosie Casals Billie Jean King   | Rosie Casals Billie Jean King   | Rosie Casals Billie Jean King   | 6                               | 6                               |   |   |                               |                               |                               |        |        |  |
|  | Kerry Melville Nell Truman      | Kerry Melville Nell Truman      | Kerry Melville Nell Truman      | 7                            | 6                |  |  | Kerry Melville Nell Truman      | Kerry Melville Nell Truman      | Kerry Melville Nell Truman      | 1                               | 1                               |   |   |                               |                               |                               |        |        |  |
|  | Vickie Berner Wendy Gilchrist   | Vickie Berner Wendy Gilchrist   | Vickie Berner Wendy Gilchrist   | 5                            | 3                |  |  |                                 |                                 |                                 |                                 |                                 |   |   | Rosie Casals Billie Jean King | Rosie Casals Billie Jean King | Rosie Casals Billie Jean King | 6      | 6      |  |
|  | J Tegart Dalton Karen Krantzcke | J Tegart Dalton Karen Krantzcke | J Tegart Dalton Karen Krantzcke | 6                            | 6                |  |  |                                 |                                 | J Tegart Dalton Karen Krantzcke | J Tegart Dalton Karen Krantzcke | J Tegart Dalton Karen Krantzcke | 2 | 3 |                               |                               |                               |        |        |  |
|  | Jill Cooper C Molesworth        | Jill Cooper C Molesworth        | Jill Cooper C Molesworth        | 1                            | 3                |  |  | J Tegart Dalton Karen Krantzcke | J Tegart Dalton Karen Krantzcke | J Tegart Dalton Karen Krantzcke | 6                               | 6                               |   |   |                               |                               |                               |        |        |  |
|  | Wendy Overton Val Ziegenfuss    | Wendy Overton Val Ziegenfuss    | Wendy Overton Val Ziegenfuss    | Wendy Overton Val Ziegenfuss | w/o              |  |  | Wendy Overton Val Ziegenfuss    | Wendy Overton Val Ziegenfuss    | Wendy Overton Val Ziegenfuss    | 1                               | 2                               |   |   |                               |                               |                               |        |        |  |
|  | Mona Schallau Pam Teeguarden    |                                 |                                 |                              |                  |  |  |                                 |                                 |                                 |                                 |                                 |   |   |                               |                               |                               |        |        |  |